# Lago Bino
Il lago Bino è un lago di origine glaciale che si trova nell'Appennino Ligure in provincia di Piacenza. È in realtà formato da due specchi d'acqua posti alla stessa quota a pochissima distanza l'uno dall'altro: il lago Bino Maggiore e il lago Bino Minore.
Il termine "bino" infatti dovrebbe derivare dal latino "binus", cioè doppio, essendo questo lago diviso in due specchi d'acqua.

## Lago Bino Maggiore

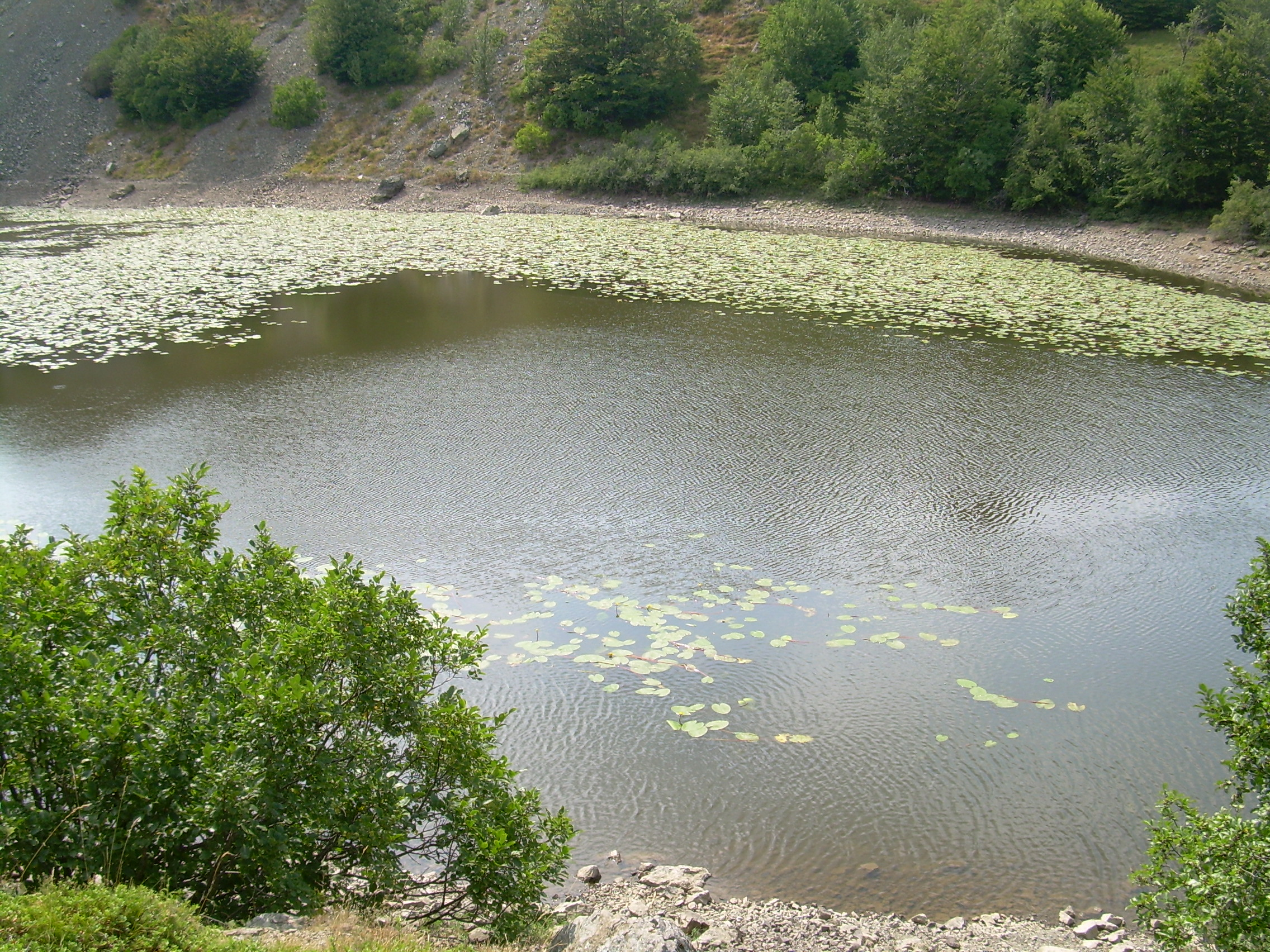
Il lago Bino Maggiore

Il lago Bino Maggiore si è originato per via di un ghiacciaio che scendeva dal monte Ragola. Questo ghiacciaio formò una conca allungata che, dopo il suo ritiro si riempì di acqua formando un lago. In questo lago affiorò una nervatura di roccia più solida che divise il settore meridionale in due rami. Il ramo sud-ovest poi venne separato dal lago dopo una frana, formando un minuscolo specchio d'acqua a parte, il lago Bino Minore.
Adesso il lago Bino Maggiore raggiunge un'estensione di circa 12 000 m² (anche se il suo livello d'acqua è molto variabile) e una profondità massima di circa 3,5 m. L'immissario proviene dalla sovrastante torbiera del Pramollo e si immette nel lago in corrispondenza dell'estremità del braccio sud-est. Non esiste un emissario vero e proprio: l'acqua filtra nel terreno e si raccoglie più in basso nel Rio del lago Bino, affluente del torrente Lardana, a sua volta affluente del Nure.
Parte della superficie lacustre è ricoperta dalla ninfea gialla (Nuphar lutea). Nel lago nuotano trote e carpe, e si trovano anche esemplari di biscia d'acqua. Le sponde sono popolate da rane.

## Lago Bino Minore

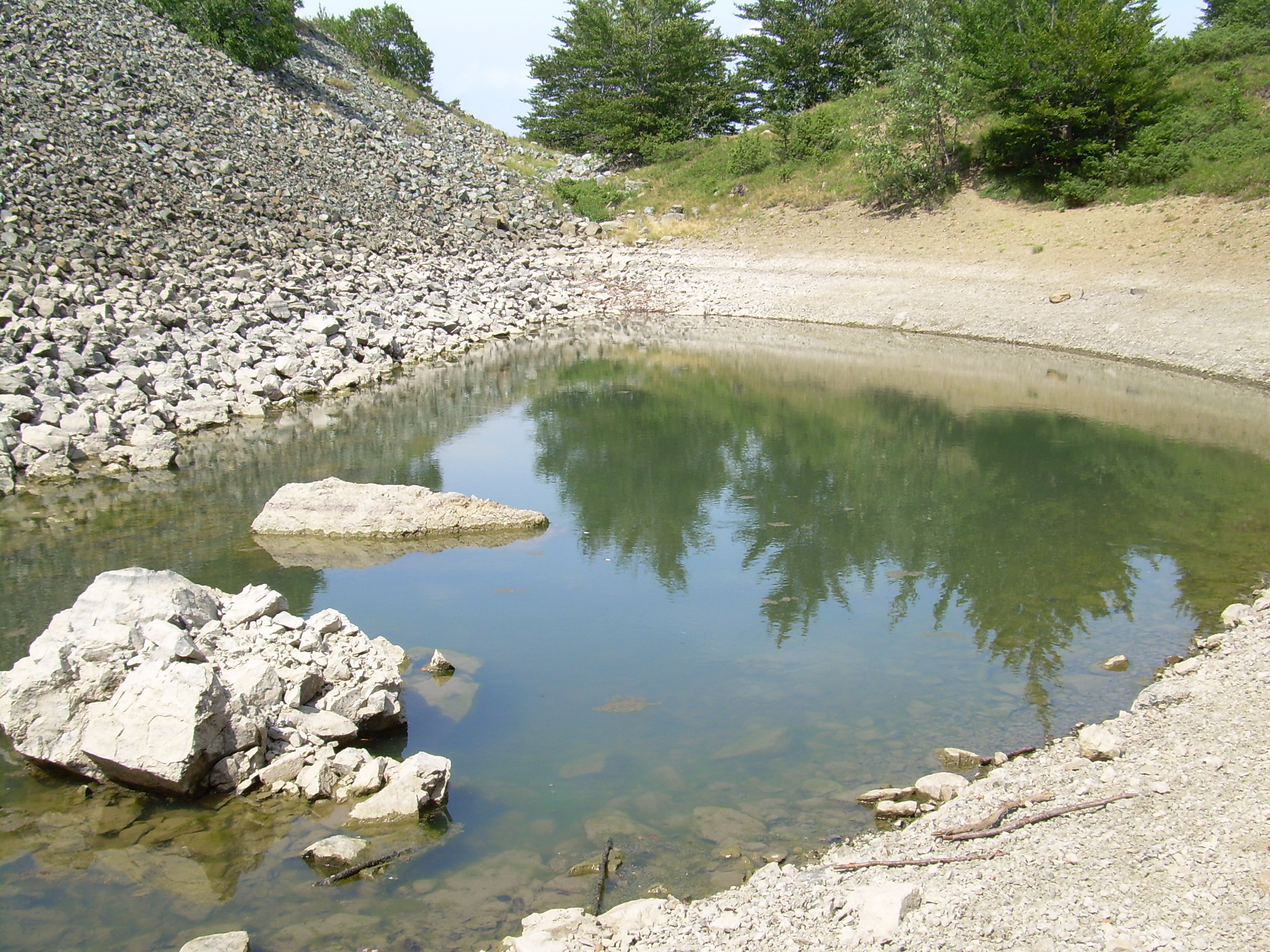
Il lago Bino Minore

Il lago Bino Minore è il resto del braccio sud-ovest del lago Bino originario, staccatosi da esso dopo una frana. Si estende per circa 400 m² e raggiunge una profondità massima di 2,8 m. Il laghetto riceve acqua da un minuscolo ruscello stagionale, e per questo la sua superficie è variabile a seconda delle stagioni. L'acqua poi filtra nel terreno andando ad alimentare il lago Bino Maggiore.
Il fondale del laghetto è pietroso, per via di un grosso ghiaione su uno dei versanti della conca, che sta lentamente scivolando dentro lo specchio d'acqua.
Nel lago Bino Minore nuotano alcune grosse carpe.

## Sentieri di accesso
Per raggiungere il lago Bino si può partire dal sottostante lago Moo, seguendo un sentiero numerato 021. Un altro sentiero, numerato 033, parte dal paese di Cassimoreno, frazione di Ferriere, passando per la cascata dell'Aquila, raggiungibile deviando dalla strada provinciale 654R all'altezza di Bosconure. Alternativamente, si può percorrere la carrozzabile che dalla frazione ferrierese di Pertuso sale all'altopiano di Prato Grande e proseguire seguendo il segnavia rosso (indicato con MP sulle mappe).